# 7,5 cm Feldkanone 7M85
7,5 cm Feldkanone 7M85 (7,5 cm FK 7M85)  – niemiecka armata polowa z okresu II wojny światowej.
Armata powstała w wyniku zapotrzebowania na uniwersalną armatę polową i przeciwpancerną. Sama armata, łoże i oporopowrotnik pochodziły z armaty 7,5 cm PaK 40, a podwozie było zaadaptowane z haubicy 10,5 cm le.F.H.18/40, a ponieważ podwozie haubicy leFH 18/40 wywodziło się od podwozia armaty PaK 40 był to niejako powrót do oryginalnego rozwiązania, z tą tylko różnicą, że nowe działo miało większy od 20° kąt podniesienia lufy.